# Аликулов, Ходжа
Ходжа Аликулов — советский узбекистанский хозяйственный деятель, Герой Социалистического Труда.

## Биография
Родился в 1927 году в кишлаке Акташ. Член КПСС.
В 1943—1948 — помощник машиниста, в 1948—1991 — машинист экскавтора Ангренского разреза комбината «Средазуголь» Министерства угольной промышленности СССР.
Указом Президиума Верховного Совета СССР от 30 марта 1971 года присвоено звание Героя Социалистического Труда с вручением ордена Ленина и золотой медали «Серп и Молот».
Депутат Верховного Совета Узбекской ССР 6-7-го созывов. Делегат XXII съезда КПСС.
Умер в Ангрене после 1991 года.

## Награды и звания
- Герой Социалистического Труда (30.03.1971)
- Орден Ленина (01.10.1965, 30.03.1971)
- Орден Трудового Красного Знамени (11.01.1957)